# Этот поцелуй
«Этот поцелуй» (англ. This Kiss) — австралийская мелодрама 2007 года режиссёра Кайли Эдди.

## Сюжет
Джульет приезжает в гости к Люси, своей школьной подруге, с которой они не виделись с выпускного вечера. В школе готовится встреча выпускников и Джульет хочет остановиться в доме у Люси. Джульет — успешная деловая женщина, Люси — мать двоих детей, домохозяйка.
Обе женщины несчастны. Напряженная встреча открывает проблемы, которыми им не с кем было поделиться. Люси страдает от избыточного веса, считает себя уродиной, мучается от одиночества домохозяйки и измены мужа. Джульет живёт в постоянном стрессе из-за интенсивной работы и сложностей в личных отношениях.
Первоначальное отчуждение сменяется доверительным общением, в ходе которого женщины снова сближаются как в школе, где они были лучшими подругами. Но всплывает их старая обида друг на друга. На выпускном вечере Джульет поцеловала Люси, а та оттолкнула её. Джульет винит Люси в том, что та её отвергла. Люси же обвиняет подругу в том, что та бросила её одну, поцеловав на глазах у всех и поставив в неловкое положение.
Прошлого не вернуть, и желание, что лучше бы «этого поцелуя» совсем не было, неосуществимо. Но высказав в глаза друг другу то, что они не сказали в прошлом, старые подруги испытывают облегчение, и находят в себе силы бороться со своими проблемами. Люси собирается открыто поговорить с мужем о его измене, а Джульет хочет наладить отношения со своей партнёршей.

## Актерский состав
| В ролях        |  | Персонаж |
| -------------- |  | -------- |
| Тэмсин Гейтвуд |  | Люси     |
| Мелани Локман  |  | Джульет  |